# Infotainment
|  | Dieser Artikel wurde aufgrund von inhaltlichen Mängeln auf der Qualitätssicherungsseite des Portals Medienwissenschaft eingetragen. Dies geschieht, um die Qualität der Artikel aus den Themengebieten Journalismus, Medien- und Kommunikationswissenschaften auf ein akzeptables Niveau zu bringen. Hilf mit, den Artikel zu verbessern, und beteilige dich an der Diskussion! |

Unter Infotainment (Kofferwort aus dem englischen information und entertainment) versteht man ein Medienangebot, bei dem die Rezipienten gezielt sowohl informiert als auch unterhalten werden sollen. Der Begriff bezieht sich vor allem auf Medienprodukte, bei denen Merkmale von Informations- und Unterhaltungsformaten kombiniert werden. Oft geht es darum, komplexe Sachverhalte aus Wissenschaft, Wirtschaft und Politik auf unterhaltende Weise zu vermitteln. Ein bekanntes Beispiel ist die Fernsehsendung Galileo.

## Mittel
Typische Mittel des Infotainment sind Personalisierung, Dramatisierung, Visualisierung und beschleunigter Wechsel der Inhalte.

## Neil Postman
Der Begriff Infotainment wurde durch Medienkritiker wie Neil Postman populär, der das Fernsehen kritisch hinterfragte. In seinem Buch Wir amüsieren uns zu Tode (1985) stellt Postman die Behauptung auf, das Fernsehen verwandele den rationalen öffentlichen Diskurs dahingehend, dass jedes Thema – Politik, Kultur, Erziehung, Bildung etc. – als emotionalisierte, oberflächliche Unterhaltung erscheint. Der politische Wahlkampf sei kein ernsthafter Diskurs mehr über die Inhalte, sondern ähnele einer Varieté-Veranstaltung. Durch diesen Prozess wird nach Postman eine der wesentlichsten Errungenschaften der Aufklärung zerstört: die Fähigkeit zur rationalen Urteilsbildung (Urteilsvermögen); eine Entwicklung, die Postman zufolge die Grundlagen der Demokratie zersetzt und in eine neue Unmündigkeit führt.

## Kritik
Die Debatte um Infotainment bezieht sich vor allem auf das Fernsehen, und hier besonders auf einschlägige politische Formate wie Nachrichtensendungen, Magazine etc. Infotainment sei ein Mittel, das versucht, Bevölkerungsgruppen mit geringem politischen Interesse politische Sachverhalte nahezubringen. Kritisiert wird, dass die Medien dadurch ihre politische Funktion nicht mehr erfüllen und somit die Glaubwürdigkeit der Berichterstattung schwinde. In diesem Zusammenhang ist von Boulevardisierung, De-Professionalisierung, Trivialisierung und Entpolitisierung die Rede.

## Infotainment in der Werbung
Infotainment präsentiert und inszeniert auch Informationen zu Produkten oder Dienstleistungen. Infotainment wird sowohl im B2C als insbesondere auch im B2B-Marketing erfolgreich eingesetzt. So werden die Werbebotschaften oder „versteckten“, nicht auf den ersten Blick ersichtlichen Eigenschaften von Produkten oder die Vorteile von Dienstleistungen, aber auch konkurrierende Vergleiche unterhaltend präsentiert. Infotainment ist
mehr als Einbinden und aktives Unterhalten, weil das „Beschäftigen“ noch keine Inszenierung der Werbebotschaften und der zu vermittelnden Informationen garantiert; das heißt der Umsetzung einer Infotainment-Lösung oder Events geht eine Analyse und ausgeklügelte Konzeptausarbeitung der zu vermittelnden Botschaften voraus.
Infotainment wird insbesondere im Bereich der Live-Kommunikation, zum Beispiel bei Event-, Messe-, Promotion- oder Verkaufsorten, in Einkaufszentren, Roadshow-Projekten oder bei Sponsoren-Präsentation eingesetzt. So werden die Botschaften und Marken interaktiv und unterhaltend inszeniert.
Umsetzungsmöglichkeiten sind zum Beispiel:
- Promotionspiele wie Rätsel, Quiz, Memory, Logospiele usw. – Diese sogenannten Promotion- und Eventgames binden die Teilnehmer mit ein und wirken motivierend, sich mit dem Thema zu beschäftigen. Messespiele sind das klassische Instrument zur Kontaktförderung und Präsentation.
- Eine Quizshow ist die intensivste Form der Inszenierung von Themen oder Botschaften, da mit einer Quiz-Show genau die Informationen, die es zu vermitteln gilt, interaktiv und daher nachhaltig übermittelt werden können. Am Beispiel der Quiz-Shows im Fernsehen ist der Erfolg anhand der Zuschauerzahlen zu erkennen, derselbe Effekt ist auch bei Live-Kommunikationsprojekten zu beobachten.
- Multimediale Showeffekte wie firmenspezifische Laser-Shows ermöglichen einen Wow-Effekt.
- Künstlerische Darstellungen wie zum Beispiel eine Pantomimen-Präsentation oder ein Business-Theater, worin die Werbebotschaften präsentiert werden können.